# フレディ・ミラー
フレディ・ミラー（Freddie Miller、1911年4月3日 - 1962年5月8日）は、アメリカ合衆国オハイオ州出身の元プロボクサー。元世界フェザー級チャンピオン。

## 略歴
シンシナティ生まれのドイツ系。1927年にプロデビュー、順調にキャリアを積み上げ1931年7月23日、バタリング・バタリノの持つ世界フェザー級タイトルに挑戦するが、10回判定で敗れる。しかし1933年1月13日、トミー・ポールを15回判定で破り、NBAフェザー級王座に就いた。その後6度の防衛を果たすが、1936年5月11日、一旦は退けたペティ・サロンの再挑戦に屈し、判定でタイトルを失った。1940年引退。

## 通算戦績
252戦210勝(45KO)32敗8引分け2無効試合